# Франческо Больцоні
Франческо Больцоні (італ. Francesco Bolzoni, нар. 7 травня 1989, Лоді) — італійський футболіст, що грав на позиції півзахисника. По завершенні ігрової кар'єри — тренер. З 2024 року входить до тренерського штабу клубу «Про Патрія». Виступав за низку італійських клубів, а також молодіжну збірну Італії. Чемпіон Італії.

## Клубна кар'єра
Франческо Больцоні народився 1989 року в місті Лоді, та є вихованцем футбольної школи клубу «Інтернаціонале». У 2008 році Больцоні був переведений до основної команди клубу, проте за рік зіграв лише 1 матч, і в 2009 році футболіст відправили в оренду до клубу «Фрозіноне».
У 2010 році Больцоні став гравцем клубу «Сієна», в якому грав до 2013 року. З 2013 до 2016 року півзахисник грав у складі клубу «Палермо».
З 2016 до 2017 року Франческо Больцоні грав у складі клубу «Новара», а в 2017 став гравцем клубу «Спеція». У 2018 році футболіст перейшов до клубу «Барі», проте вже в 2019 році півзахисника віддали в оренду до клубу «Імолезе», а в 2021 році до клубу «Лекко». У 2022 році футболіст грав у складі швецарського клубу «Тім Тічино», а завершив ігрову кар'єру Больцоні у швейцарській команді «Рапперсвіль-Йона», за яку виступав протягом 2022—2023 років.

## Виступи за збірні
2005 року Франческо Больцоні дебютував у складі юнацької збірної Італії, загалом на юнацькому рівні взяв участь в 11 іграх. Протягом 2007—2010 років Больцоні грав у складі молодіжної збірної Італії. На молодіжному рівні зіграв у 14 офіційних матчах.

## Кар'єра тренера
Франческо Больцоні розпочав тренерську кар'єру відразу ж по завершенні кар'єри гравця, у 2023 році увійшовши до тренерського штабу клубу «Парадізо», де пропрацював з 2023 по 2024 рік. З 2024 року входить до тренерського штабу клубу «Про Патрія».

## Титули і досягнення
- Чемпіон Італії (1):

«Інтернаціонале»: 2008–2009